# Critter Crunch
Critter Crunch é um jogo eletrônico de quebra-cabeça desenvolvido pela Capybara Games para o iPhone OS e para a PlayStation Network.
Em Critter Crunch, os jogadores assumem o papel de Biggs, um amigável e peludo ser da floresta com uma insaciável fome de deliciosas criaturas. Usando sua longa língua, Biggs tem que por em andamento a cadeia alimentar, lançando as criaturas menores na boca das maiores, limpando a tela e enchendo sua barriga.

## Recepção
Critter Crunch tem uma média de notas de 86/100 no Game Rankings:
- 1UP: 9.5/10
- IGN: 8.5/10